# Potápka andská
Potápka andská (Podiceps andinus) je vyhynulý druh potápky z rodu Podiceps, který se endemicky vyskytoval na vysokohorských jezerech v Kolumbii. 

## Popis
Potápka andská měřila kolem 33 cm. Ve svatebním šatu měla potápka převážně černou hlavu s břidlicovým temenem. Nápadná ouška byla kaštanová, místy nažloutlá. Horní strana křídel byla tmavá, přední strana krku a hruď narezavělá, břicho bílé. Zobák byl černý, nohy zelenošedé, duhovky červené. Prostý šat byl podobný svatebnímu, avšak na hrdle a krku měl různé množství bílé.

## Výskyt a vyhynutí
Potápka andská se vyskytovala pouze na vysokohorských jezerech severně od kolumbijské Bogoty (departmenty Boyacá a  Cundinamarca). Velké množství vysokohorských jezer v oblasti začalo být od 40. let 20. století systematicky vysušováno za účelem získání půdy pro zemědělství nebo sázení stromů, typicky blahovičníků. Jezera, která vysušená nebyla, byla záhy znečištěna pesticidy a bahnem z nových zemědělských oblastí. To způsobilo kolaps místních biodiverzit a nakonec bylo i hlavní příčinou vyhynutí potápek andských.
Posledním útočištěm potápek andských bylo jezero Tota v nadmořské výšce 3015 m n. m. V 50. letech 20. století byla hladina jezera cíleně snížena na pouhý 1 metr, což spolu s eutrofizací vedlo k zániku původních olšin a rákosin podél jezerních mělkých břehů, ve kterých potápky andské hnízdily. Následkem změny environmentálních podmínek došlo i k rozšíření tzv. vodního moru (Elodea) na úkor původního rdestu (Potamogeton). Zatímco rdest rostl řídce a potápkám nepřekážel v potápění či sběru potravy, hustě rostoucí vodní mor potápkám znemožňoval efektivní krmení. Potápkám andským nepomohla ani introdukce pstruha duhového do jezera v roce 1944. Pstruzi rapidně snížili dostupnost vodních bezobratlých, jednoho z klíčových potravních zdrojů potápek. Potápky negativně poznamenali i místní lovci, pro které byly potápky andské snadnou kořistí v době hnízdění. Lovci takto doslova vystříleli i celé kolonie. Zatímco ve 40. letech 20. století byly potápky andské na jezeru Tota hojné, v roce 1968 jejich počet poklesl na asi 300 jedinců, v roce 1972 byl zaznamenán jediný pták a v roce 1977 jen 1–3 jedinci. Intenzivní průzkumy v letech 1981 a 1982 již nenašly jedinou potápku andskou. V roce 1977 byly živé potápky andské spatřeny naposledy, nicméně o záznamech potápek andských ze 70. let pocházejí určité pochybnosti a je možné, že vyhynuly již v 60. letech 20. století.